# Lobianchia dofleini
Lobianchia dofleini är en fiskart som först beskrevs av Zugmayer, 1911.  Lobianchia dofleini ingår i släktet Lobianchia och familjen prickfiskar. Inga underarter finns listade i Catalogue of Life.